# Městská knihovna Děčín
Městská knihovna Děčín je veřejná knihovna s univerzálním fondem, jejímž zřizovatelem je město Děčín. Knihovna provozuje celkem sedm poboček v okrajových částech města a jedno detašované pracoviště ČVUT.

## Současnost
Roku 2012 se knihovna přestěhovala do budovy, která svým vzhledem symbolizuje veliký knižní regál s hřbety knih. Ta vznikla na místě bývalého objektu Atlantik nacházejícího se na břehu řeky Labe.

## Oddělení knihovny
Městská knihovna Děčín disponuje následujícími odděleními:
- Oddělení pro dospělé
- Oddělení pro děti a mládež
- Studovna

## Služby

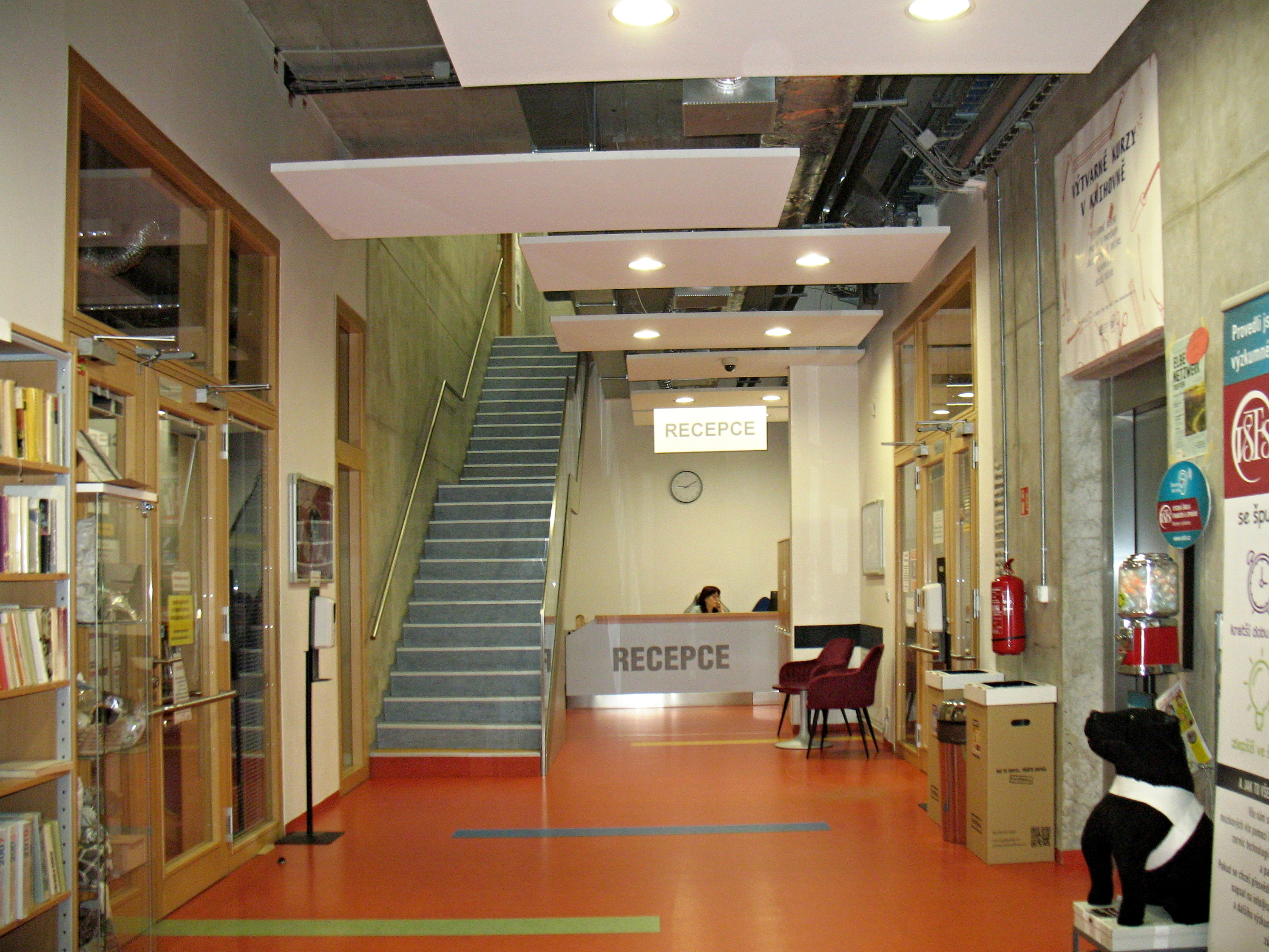
Vstupní hala knihovny v 1. poschodí centra Atlantik

Městská knihovna Děčín poskytuje pro veřejnost knihovnické služby. Čtenáři si mohou zapůjčit knihy, časopisy, periodika, e-knihy a deskové hry. Návštěvníci mohou využít kopírovacích, tiskových a knihařských služeb (laminování, vazba) nebo přístupu na internet. Instituce nabízí informačních služby či zpracování rešerší a je zapojena do projektu Ptejte se knihovny. Dále je možné si pronajmout sál s klavírem a projektorem nebo některou ze dvou učeben. Knihovna také poskytuje meziknihovní výpůjční službu.

### Vzdělávání a kultura
- exkurze, besedy, soutěže
- lekce knihovnicko-bibliografické gramotnosti

## Pobočky
Městská knihovna Děčín nabízí knihovnické služby také v 8 svých pobočkách:
- Pobočka Boletice, Vítězství 416, Děčín 32 - Boletice
- Pobočka Březiny, Březiny 59, Děčín 27 - Březiny
- pobočka Bynov, Jindřichova 337, Děčín 9 - Bynov
- Pobočka Podmokly, Tržní 1932/26, Děčín 4 - Podmokly
- Pobočka Staré město, Litoměřická 108/62, Děčín 3 - Staré Město
- Pobočka Želenice, Školní 1544/5, Děčín 6 - Letná
- Pobočka Dolní Žleb, Dolní Žleb 33, Děčín 14 - Dolní Žleb
- Pobočka ČVUT, Pohraniční 1288/1, Děčín 1